# Municipio de Noble (condado de Rush)
El municipio de Noble (en inglés: Noble Township) es un municipio ubicado en el condado de Rush en el estado estadounidense de Indiana. En el año 2010 tenía una población de 630 habitantes y una densidad poblacional de 7,31 personas por km².

## Geografía
El municipio de Noble se encuentra ubicado en las coordenadas 39°34′6″N 85°20′59″O / 39.56833, -85.34972. Según la Oficina del Censo de los Estados Unidos, el municipio tiene una superficie total de 86.14 km², de la cual 86,1 km² corresponden a tierra firme y (0,04 %) 0,04 km² es agua.

## Demografía
Según el censo de 2010, había 630 personas residiendo en el municipio de Noble. La densidad de población era de 7,31 hab./km². De los 630 habitantes, el municipio de Noble estaba compuesto por el 99,37 % blancos y el 0,63 % eran de una mezcla de razas. Del total de la población el 0,63 % eran hispanos o latinos de cualquier raza.